# 1490年代
1490年代（せんよんひゃくきゅうじゅうねんだい）は、西暦（ユリウス暦）1490年から1499年までの10年間を指す十年紀。

## できごと

### 1492年
- グラナダ陥落。ナスル朝が滅亡しレコンキスタ完了。
- クリストファー・コロンブスがカリブ海の島々に到達。

### 1494年
- スペインとポルトガル、トルデシリャス条約を締結。
- シャルル8世のイタリア遠征（イタリア戦争のはじめ）。フィレンツェのメディチ家政権を失う。

### 1498年
- ヴァスコ・ダ・ガマがインドのカリカット（コーリコード）に到達。